# Thomas Parker (mort en 1570)
Pour les articles homonymes, voir Thomas Parker et Parker.
Thomas Parker, né vers 1510 et mort en 1570, de Norwich, Norfolk, est un homme politique anglais.

## Biographie
Né vers 1510, il est le cinquième fils de William Parker. Il est Membre du Parlement (MP) pour la circonscription électorale de Norwich.